# Charco (Arizona)
Charco es un lugar designado por el censo ubicado en el condado de Pima en el estado estadounidense de Arizona. En el Censo de 2010 tenía una población de 52 habitantes y una densidad poblacional de 21,57 personas por km².

## Geografía
Charco se encuentra ubicado en las coordenadas 32°14′50″N 112°36′0″O / 32.24722, -112.60000. Según la Oficina del Censo de los Estados Unidos, Charco tiene una superficie total de 2.41 km², de la cual 2.41 km² corresponden a tierra firme y (0%) 0 km² es agua.

## Demografía
Según el censo de 2010, había 52 personas residiendo en Charco. La densidad de población era de 21,57 hab./km². De los 52 habitantes, Charco estaba compuesto por el 0% blancos, el 0% eran afroamericanos, el 98.08% eran amerindios, el 0% eran asiáticos, el 0% eran isleños del Pacífico, el 1.92% eran de otras razas y el 0% pertenecían a dos o más razas. Del total de la población el 11.54% eran hispanos o latinos de cualquier raza.